# Entomophilie

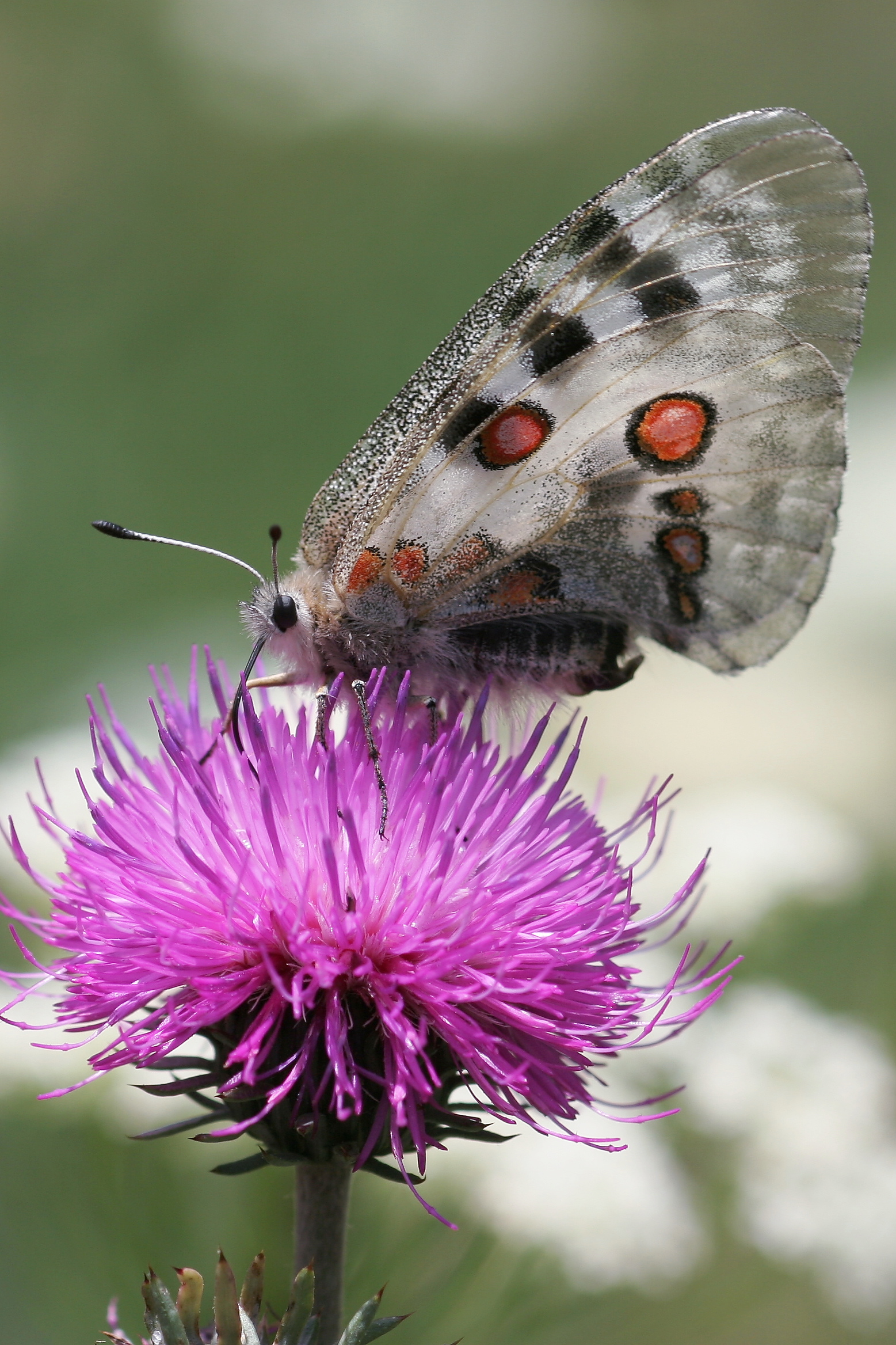
Roter Apollo auf einer Distelblüte.

Entomophilie ist eine Form der Zoophilie, die Anpassung von blühenden Pflanzen an die Bestäubung durch Insekten. Der häufig verwendete Ausdruck Entomogamie sollte vermieden werden, da die Endung -gamie Befruchtung bedeutet.
Insekten stellen den Großteil der tierischen Bestäuber (Zoophilie). Es gelten auch hier die allgemeinen Merkmale der Tierbestäubung: Anlockung durch Farbe, Form und/oder Duft, teilweise Belohnung durch Nektar und/oder Pollen.
Bestäubung durch Insekten ist der ursprüngliche Bestäubungsmechanismus bei den Bedecktsamern. Die Evolution des Fruchtblattes wird mit dem Schutz der Samenanlagen vor den bestäubenden Käfern in Verbindung gebracht. Auch einige Gruppen der Nacktsamer werden durch Insekten bestäubt, so die Palmfarne (Cycadales) und die Welwitschie (Welwitschia mirabilis).
Die Anpassung an einzelne Bestäubergruppen hat zu verschiedenen Typen bzw. Merkmalssyndromen geführt:
- Cantharophilie, Coleopterophilie[1] (Käfer)
  - Aaskäfer (Necrocoleopterophilie)[2]
- Lepidopterophilie (Schmetterlinge)
  - Phalenophilie (Motten)
  - Pyrilidophilie (Zünsler)[3]
  - Psychophilie (Tagfalter)
  - Sphingophilie (Nachtschwärmer)
  - Phalaenophilie (Nachtfalter)
- My(i)ophilie (Fliegen und Mücken) (Diptera) (Zweiflügler)
  - Sapromy(i)ophilie (Aasfliegen)
  - Kleptomy(i)ophilie (Nistfliegen, Halmfliegen)[4][5]
  - Mycetophilie (Pilzmücken)
- Melittophilie (Apoidea) (Bienen und Hummeln)
  - Euglossophilie (Euglossini) (Prachtbienen), man unterteilt in Andro- (nur die Männchen) und Gynandro-Euglossophilie (Männchen und Weibchen).[6]
- Myrmekophilie (Ameisen)
- Sphecophilie (Wespen)
- Koroidophilie (Wanzen)[3]

Die Insekten werden nach ihrer Anpassung an die Blütennahrung weiter unterteilt:
- Allo-, ätiotrop; (nicht spezialisiert); Allotropie, allophil, eine Blütenart wird von unterschiedlichsten Insekten besucht.
- Eutrop, eulektisch; (eindeutig spezialisiert); Eutropie, euphil, eine Blüte kann nur von einer Insektenart bestäubt werden.
- Hemitrop, hemilektisch; (weniger spezialisiert); Hemitropie, hemiphil, hier ist der Blütenbesuch durch eine andere Tiergruppe nicht ganz ausgeschlossen.
- Dys-, atrop; Dystropie, Bezeichnung für Tiere die zum Nahrungserwerb Blüten besuchen und deren Körperbau oder Verhalten nicht an die Organisation der Blüte angepasst ist. Sie wirken als Blütenzerstörer, da sie wahllos Blütenteile anfressen. Im Falle von Dystropie kommt es nur gelegentlich zu einer Bestäubung.

Die Pollenaufnahme bzw. -belegung der Insekten kann bauchseitig (ventral, sternotrib), rückenseitig (dorsal, nototrib), seitlich (lateral, pleurotrib) oder mit den Beinen erfolgen.
Bei den Blüten finden sich verschiedene spezielle Formen der Anpassung an die Insektenbestäubung. Sie unterscheiden sich durch die Bestäubungseinrichtungen ihrer Blüten.
- Dientomophilie; die Erscheinung, dass zwei Formen derselben Spezies sich in ihrer Bestäubungseinrichtung zwei verschiedenen Kreisen von besuchenden Insekten angepasst haben.
- Dientiophilie; wenn eine Pflanze zwei verschiedene Blütenformen bildet, die von verschiedenen Insekten bestäubt werden.[10]
- Anemoentomophilie; manche Individuen sind für Insektenbestäubung, andere mehr für Windbestäubung eingerichtet.
- Ambo-, Ambiphilie; Windbestäubte Arten, die auch von Insekten bestäubt werden.

Als Nektarraub (Nektardieb) bezeichnet man das Verhalten von Insekten, sich Nektar anzueignen, ohne die Blüte zu bestäuben.